# Верховний суд Норвегії
Верховний суд Норвегії (норв. Norges Høyesterett) — вища судова інстанція в Королівстві Норвегії, яка розглядає цивільні, кримінальні та адміністративні справи, а також справи пов'язані з рішенням конституційних питань.
Верховний суд складається з головного судді (за традицією іменується юстіаріусом) і 19 суддів, всі вони призначаються Королем Норвегії за пропозицією Міністра юстиції на довічний термін, але після досягнення 70 років зобов'язані піти у відставку.
Від березня 2016 року посаду головного судді займає Торіл Марі Ейе.

## Історія
Верховний суд утворений в 1815 році з прийняттям Ейдсволльскої конституції, коли Данія по Кильскому мирному договору відмовилася від унії з Норвегією і поступилася її Швеції. До цього найвищим судом для Норвегії завжди був Верховний суд Данії. За шведсько-норвезької унією Швеція зобов'язалася визнавати норвезьку конституцію і надала можливість створювати свої національні органи влади.
Спочатку суд складався з головного судді і шести суддів, які призначаються спеціальним декретом короля. Згодом кількість суддів було збільшено.
Під час Другої світової війни в період німецької окупації Норвегії Верховний суд відмовився працювати при новому режимі і судді в повному складі покинули свої посади. Після війни Верховний суд відновив свою роботу в колишньому складі.

## Юрисдикція
Головним завданням Верховного суду є робота з уніфікації права і формуванню однакової судової практики для подальшого застосування всіма судами, які складають судову систему країни.
До Верховного суду в порядку апеляції оскаржуються цивільні, кримінальні та адміністративні справи, розглянуті нижчими апеляційними судами, їх всього налічується шість:
- Апеляційний суд Агдера;

- Апеляційний суд Боргартінга;

- Апеляційний суд Гулатінга;

- Апеляційний суд Фростатінга;

- Апеляційний суд Холугаланда;

- Апеляційний суд Ейдсіватінга.

При цьому до розгляду приймаються лише ті справи, які допущені Спеціальним перевірочним апеляційним комітетом у складі 3 суддів. Скарги на рішення судів, які є безпідставними або не являють істотний правовий інтерес для формування прецеденту можуть бути повернуті назад заявнику. Крім того, в очевидних випадках перевірки апеляційний комітет може самостійно скасувати або змінити рішення нижчого суду.
Верховний суд також виконує роль конституційного суду і може перевіряти будь-які правові акти на предмет їх відповідності конституції або міжнародним договорам. На відміну від інших скандинавських країн, Верховний суд Норвегії досить часто втручається в діяльність парламенту, вказуючи на неконституційність його деяких дій.